# مارتين كوندي إيلبودو
مارتين كوندي إيلبودو (بالفرنسية: Martine Condé Ilboudo)‏، هي مُخرجة بوركينابية.

## أفلامُها
- «سياو 92» (بالفرنسية: Siao 92)‏، 1992.
- «الجاز في واغا» (بالفرنسية: Jazz a Ouaga)‏، 1993.
- «صرخة في الساحل» (بالفرنسية: Un cri dans la sahel)‏ 1994.
- «رسالة للنساء إلى بيكين» (بالفرنسية: Message des femmes pour Beijing)‏ 1995.
- «أن تكونين امرأة حاليا» (بالفرنسية: Être femme aujourd'hui)‏ 1998.
- «قرع غينيا» (بالفرنسية: Les Percussions de Guinée)‏ 2000.